# Clematis foetida
Clematis foetida là một loài thực vật có hoa trong họ Mao lương. Loài này được Raoul mô tả khoa học đầu tiên năm 1846.